# Катмышское сельское поселение
Катмышское сельское поселение — сельское поселение в Мамадышском районе Татарстана.
Административный центр — село Катмыш.
В состав поселения входят 3 населённых пункта.

## Административное деление
- с. Катмыш
- с. Еникей Чишма
- дер. Баскан